# Alfabetul limbii franceze
Alfabetul francez se bazează pe cele 26 de litere ale alfabetului latin, majuscule și minuscule, cu cinci diacritice și două ligaturi.

## Litere
În total alfabetul francez are deci 42 de litere. Acestea sunt:
| Literă | Nume      | Nume (IPA) | Diacritici și ligaturi |
| ------ | --------- | ---------- | ---------------------- |
| A      | a         | /a/        | À à, Â â, Æ æ          |
| B      | bé        | /be/       |                        |
| C      | cé        | /se/       | Ç ç                    |
| D      | dé        | /de/       |                        |
| E      | e         | /ə/        | É é, È è, Ê ê, Ë ë     |
| F      | effe      | /ɛf/       |                        |
| G      | gé        | /ʒe/       |                        |
| H      | ache      | /aʃ/       |                        |
| I      | i         | /i/        | Î î, Ï ï               |
| J      | ji        | /ʒi/       |                        |
| K      | ka        | /ka/       |                        |
| L      | elle      | /ɛl/       |                        |
| M      | emme      | /ɛm/       |                        |
| N      | enne      | /ɛn/       |                        |
| O      | o         | /o/        | Ô ô, Œ œ               |
| P      | pé        | /pe/       |                        |
| Q      | qu        | /ky/       |                        |
| R      | erre      | /ɛʁ/       |                        |
| S      | esse      | /ɛs/       |                        |
| T      | té        | /te/       |                        |
| U      | u         | /y/        | Ù ù, Û û, Ü ü          |
| V      | vé        | /ve/       |                        |
| W      | double vé | /dubləve/  |                        |
| X      | ixe       | /iks/      |                        |
| Y      | i grec    | /iɡʁɛk/    | Ÿ ÿ                    |
| Z      | zède      | /zɛd/      |                        |

## Ligaturi
Alte două litere specifice alfabetului francez sunt ligaturile "œ" și "æ".
1. Ligatura "œ" este foarte des întâlnită atât în limba franceză, cât și în limba engleză, latină, etc. Aceasta reprezintă o unire scrisă a vocalelor "o" și "e", redând o combinație între "o" și "e".[1]
2. Ligatura "æ" este foarte rar întâlnită în limba franceză, este împrumutată din limba latină. Așadar, ligatura apare doar în cuvinte împrumutate din limba latină, de exemplu: numele "Lætitia" sau "Curriculum Vitæ" etc.

## Diacritice
Ca și în alfabetul român, alfabetul francez conține diacritice. Acestea sunt:
1. Accentul (l'accent):
  1. ascuțit (aigue): se notează "/" și se află deasupra vocalei "e". Acest accent marchează citirea unui "e" deschis, la fel ca în "mEntă"
  2. grav (grav): se notează "\" și se află deasupra vocalelor "a","e" și "u". Acest accent marchează, de asemenea, citirea vocalelor deschisă.
  3. circumflex (circonflex): se notează "^" și se află deasupra tuturor vocalelor. La fel ca și celorlalte accente, marchează citirea deschisă a vocalelor.
2. Sedilă (cedille): se notează ca un "s" mic întors sau ca virgula lui "ș" și "ț", și se află doar sub consoana "c". Denumit "c cu sedilă" (c avec cedille), sedila marchează citirea consoanei ca un "s".
3. Trema (tréma): se notează cu două puncte alăturate așezate deasupra vocalelor "e","i","u" și deasupra consoanei "y". "Ÿ" nu este specific franțuzesc, și este folosit doar în câteva substantive proprii, de exemplu: localitatea "Haÿ-les-Roses". "Trema" este un semn diacritic împrumutat din alfabetul german (aici numit UMLAUT).

Trema este folosită pentru a schimba pronunția unei grupe de litere dintr-un cuvânt.